# Alliance pour la démocratie (Maroc)
Pour les articles homonymes, voir Alliance pour la démocratie.
L'Alliance pour la démocratie (APD) (arabe : التحالف من أجل الديمقراطية) est une coalition politique marocaine annoncée le 5 octobre 2011 à la veille des élections législatives du 25 novembre 2011. Cette alliance regroupait en son sein lors de sa création huit partis politiques marocains de diverses mouvances idéologiques, de la droite islamiste à la gauche socialiste.
La coalition est formée des partis politiques suivants : le Rassemblement national des indépendants (RNI), le Mouvement populaire (MP), l'Union constitutionnelle (UC), le Parti authenticité et modernité (PAM), le Parti travailliste (PT), le Parti socialiste (PS), le Parti de la gauche verte (PGV) et enfin le Parti de la renaissance et de la vertu (PRV).
Le 11 décembre 2011, le Mouvement populaire quitte la coalition à la suite de ses résultats aux élections du 25 novembre 2011 et décide de participer au gouvernement de Benkirane.   

## Contexte
La création de l'Alliance pour la démocratie par les huit partis vient en conséquence de plusieurs événements politiques survenus au Maroc depuis l'annonce de la création du Parti authenticité et modernité le 8 août 2008, jugé proche au pouvoir marocain par ses adversaires,, notamment par les partis de la Koutla et le Parti de la justice et du développement à référentiel islamique. Ceci s'inscrit également dans un contexte plus général de réformes politiques annoncées par le roi du Maroc Mohammed VI en 2011.

## Composition
|  | Parti politique                         | Sigle | Nom local                  | Positionnement | Tendance politique              | Date de création | Secrétaire général       | Notes |
|  | --------------------------------------- | ----- | -------------------------- | -------------- | ------------------------------- | ---------------- | ------------------------ | --- |
|  | Rassemblement national des indépendants | RNI   | التجمع الوطني للاحرار      | Centre droit   | libéralisme                     | 1978             | Salaheddine Mezouar      | parti libéral créé par Ahmed Osman, juste après les élections législatives de 1977                                                   |
|  | Parti authenticité et modernité         | PAM   | حزب الأصالة و المعاصرة     | Centre gauche  | Modernité Royalisme Makhzénisme | 2008             | Mohamed Cheikh Biadillah | parti créé par Fouad Ali El Himma, juste après les élections législatives de 2007, par la fusion de cinq partis politiques marocains |
|  | Mouvement populaire                     | MP    | الحركة الشعبية             | Droite         | Berbérisme                      | 1957             | Mohand Laenser           | parti créé par le caïd berbère Mahjoubi Aherdane avec l'aide du docteur Abdelkrim al-Khatib                                          |
|  | Union constitutionnelle                 | UC    | الاتحاد الدستوري           | Centre         | libéralisme                     | 1983             | Mohamed Abied            | parti créé par Mohamed Maâti Bouabid en 1983, Premier ministre du gouvernement sortant de l'époque                                   |
|  | Parti travailliste                      | PT    | الحزب العمالي              | Gauche         | socialisme                      | 2005             | Abdelkrim Benatiq        | |
|  | Parti de la gauche verte                | PGV   | حزب اليسار الأخضر (المغرب) | Gauche         | écologisme                      | 2010             | Mohamed Fares            | |
|  | Parti socialiste                        | PS    | الحزب الاشتراكي            | Gauche         | socialisme                      | 2006             | Abdelmajid Bouzoubaâ     | |
|  | Parti de la renaissance et de la vertu  | PRV   | حزب النهضة و الفضيلة       | Droite         | islamisme                       | 2005             | Mohamed Khalidi          | |

## Participation et résultat de la coalition dans les élections législatives de 2011

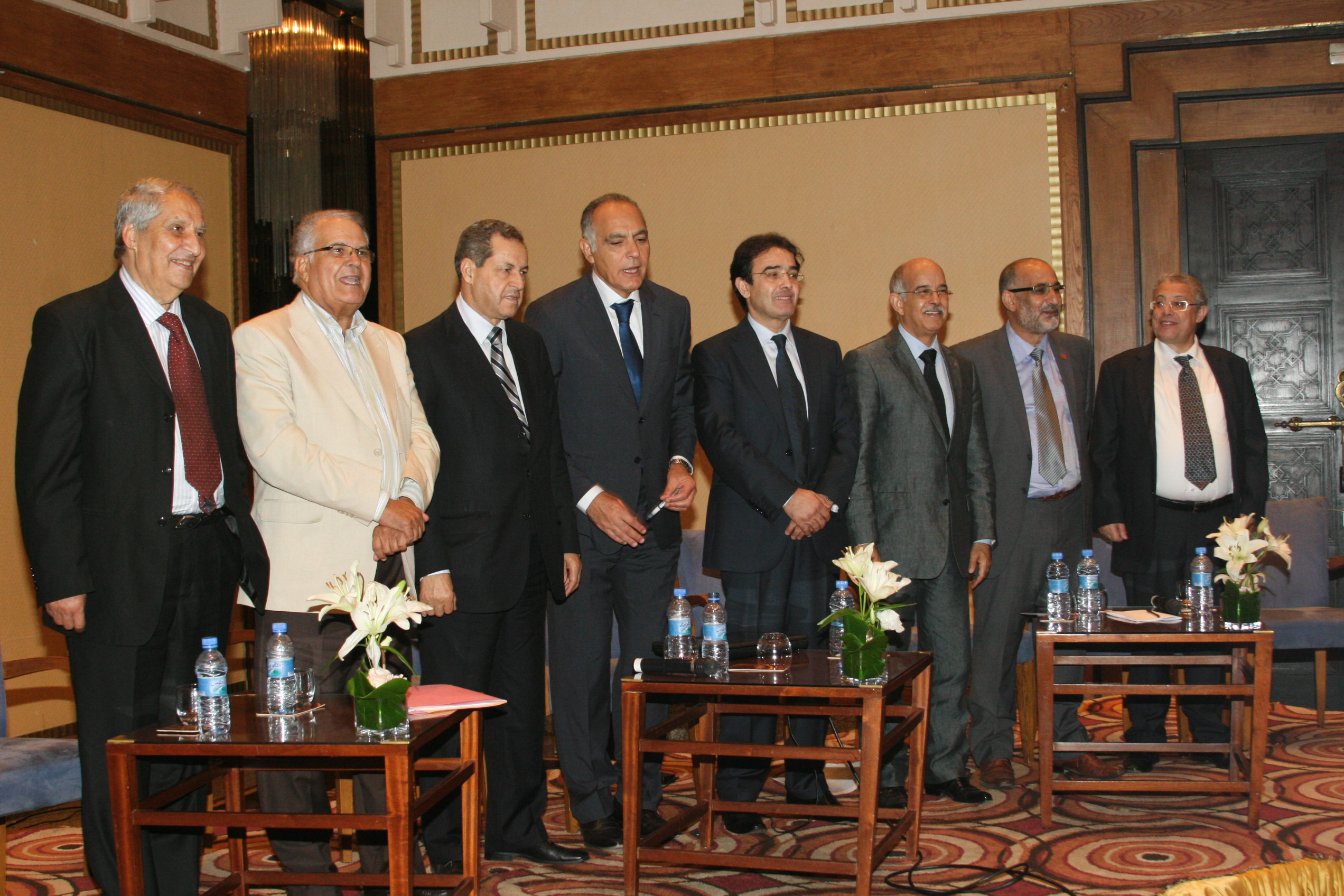
Les 8 chefs des partis de la coalition

Voici le résultat de la coalition dans son premier scrutin portant sur les 395 sièges au titre des élections législatives de 2011 tels que annoncés par le ministre de l'Intérieur Taib Cherkaoui le soir du 27 novembre 2011 : 
|  | Parti politique                         | Rang | Voix | %       | Sièges  | Évolution (Législatives 2007) |
|  | --------------------------------------- | ---- | ---- | ------- | ------- | ----------------------------- |
|  | Rassemblement national des indépendants | 3e   |      | 13,16 % | 52      | +13                           |
|  | Parti authenticité et modernité         | 4e   |      | 11,90 % | 47      | nouveau parti · -8            |
|  | Mouvement populaire                     | 6e   |      | 8,10 %  | 32      | -9                            |
|  | Union constitutionnelle                 | 7e   |      | 5,82 %  | 23      | -4                            |
|  | Parti travailliste                      | 9e   |      | 1,00 %  | 4       | -1                            |
|  | Parti de la gauche verte                | 14e  |      | 0,25 %  | 1       | nouveau parti                 |
|  | Parti socialiste                        | --   |      | 0,00 %  | 0       | -2                            |
|  | Parti de la renaissance et de la vertu  | --   |      | 0,00 %  | 0       | -1                            |
|  | Total                                   | --   |      | 40,25 % | 159/395 | -12                           |

Compte tenu du résultat, jugé décevant par les membres de la coalition, le Parti authenticité et modernité et le Rassemblement national des indépendants annoncent respectivement le 27 et le 29 novembre 2011 qu'ils ne participeront pas au gouvernement Benkirane et se positionneront dans les rangs de l'opposition. Le 6 décembre 2011, le Mouvement populaire -très critiqué pour son adhésion hâtive à la coalition- décide autrement et choisit de rejoindre les rangs de Benkirane. En effet, le 11 décembre 2011, le bureau politique du parti vote officiellement sa participation à la coalition gouvernementale, et annonce sa sortie de l'Alliance pour la démocratie.